# Diplodus cervinus
Diplodus cervinus е вид бодлоперка от семейство Sparidae. Видът не е застрашен от изчезване.

## Разпространение и местообитание
Разпространен е в Албания, Алжир, Ангола, Бенин, Габон, Гана, Гвинея, Гвинея-Бисау, Гърция, Демократична република Конго, Египет, Екваториална Гвинея, Западна Сахара, Испания (Канарски острови), Италия, Камерун, Република Конго, Демократична република Конго, Кот д'Ивоар, Либерия, Либия, Мавритания, Мароко, Мозамбик, Намибия, Нигерия, Португалия (Мадейра), Сенегал, Сиера Леоне, Сирия, Того, Тунис, Турция, Франция, Хърватия и Южна Африка. Внесен е на изток и североизток в Атлантическия океан, Средиземно и Черно море.
Обитава морета и рифове. Среща се на дълбочина от 2 до 300 m, при температура на водата от 16,3 до 17,5 °C и соленост 36,4 – 37,7 ‰.

## Описание
На дължина достигат до 55 cm, а теглото им е максимум 2740 g.